# Monaco op de Olympische Winterspelen 2006
Tijdens de Olympische Winterspelen van 2006 die in Turijn werden gehouden nam Monaco voor de zevende keer deel. Er werden net als de voorgaande zes edities geen medailles verdiend.
De vier olympiërs namen net als in 1984, 1988 en 1994 deel in twee sporten, alpineskiën en bobsleeën. Ze kwamen uit op negen disciplines. Voor bobsleeër Patrice Servelle was het zijn tweede deelname. Alpineskister Alexandra Coletti was de eerste vrouw die namens Monaco aan de winterspelen deelnam.

## Deelnemers en resultaten
(m) = mannen, (v) = vrouwen 

### Alpineskiën
| Olympiër          | Discipline       | Resultaat | Prestatie                              |
| ----------------- | ---------------- | --------- | -------------------------------------- |
| Olivier Jenot     | reuzenslalom (m) | dnf-1     | 1e run niet gefinisht                  |
| Olivier Jenot     | slalom (m)       | 34e       | 1.59,13 (1e run 1.03,85, 2e run 55,28) |
| Olivier Jenot     | super g (m)      | 48e       | 1.37,03                                |
| Alexandra Coletti | afdaling (v)     | 31e       | 2.01,34                                |
| Alexandra Coletti | combinatie (v)   | dnf       | slalom: 1e run niet gefinisht          |
| Alexandra Coletti | reuzenslalom (v) | dnf       | 1e run niet gefinisht                  |
| Alexandra Coletti | slalom (v)       | 33e       | 1.35,96 (1e run 45,38, 2e run 50,58)   |
| Alexandra Coletti | super g (v)      | 41e       | 1.37,02                                |

### Bobsleeën
| Olympiër (deelname)                | Discipline             | Resultaat | Prestatie                               |
| ---------------------------------- | ---------------------- | --------- | --------------------------------------- |
| Jeremy Bottin Patrice Servelle (2) | 2-mansbob (m) Monaco I | 12e       | 3.46,09 (56,21 / 56,13 / 56,67 / 57,08) |

Albanië · Algerije · Amerikaanse Maagdeneilanden · Andorra · Argentinië · Armenië · Australië · Azerbeidzjan · België · Bermuda · Bosnië en Herzegovina · Brazilië · Bulgarije · Canada · Chili · China · Chinees Taipei · Costa Rica · Cyprus · Denemarken · Duitsland · Estland · Ethiopië · Finland · Frankrijk · Georgië · Griekenland · Groot-Brittannië · Hongarije · Hongkong · Ierland · IJsland · India · Iran · Israël · Italië · Japan · Kazachstan · Kenia · Kirgizië · Kroatië · Letland · Libanon · Liechtenstein · Litouwen · Luxemburg · Macedonië · Madagaskar · Moldavië · Monaco · Mongolië · Nederland · Nepal · Nieuw-Zeeland · Noord-Korea · Noorwegen · Oekraïne · Oezbekistan · Oostenrijk · Polen · Portugal · Roemenië · Rusland · San Marino · Senegal · Servië en Montenegro · Slovenië · Slowakije · Spanje · Tadzjikistan · Thailand · Tsjechië · Turkije · Venezuela · Verenigde Staten · Wit-Rusland · Zuid-Afrika · Zuid-Korea · Zweden · Zwitserland